# Paul Leo

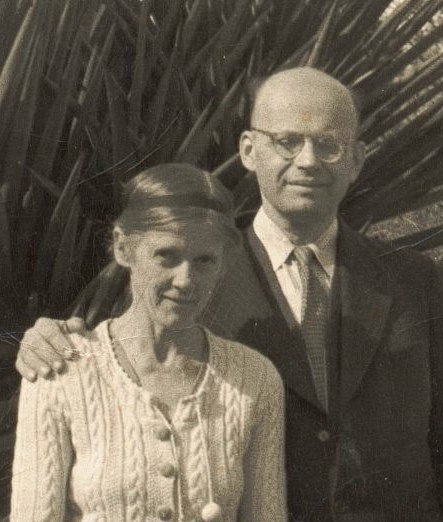
Paul Leo mit seiner zweiten Frau Eva

Paul Leo (* 9. Januar 1893 in Göttingen; † 10. Februar 1958 in Dubuque, Iowa,  Vereinigte Staaten) war ein deutscher evangelischer Theologe und Geistlicher. Selbst jüdischer Herkunft, setzte er sich während der Zeit des Nationalsozialismus für die verfolgten Juden ein. Nach kurzer KZ-Haft im November und Dezember 1938 emigrierte er 1939 in die USA, wo er zuletzt als Professor für Neues Testament in Dubuque (Iowa) lebte.

## Leben
Paul Leo war der jüngste Sohn des Klassischen Philologen Friedrich Leo (1851–1914) und der Cécile geb. Hensel (1858–1928). Die Familien beider Eltern waren jüdischer Herkunft, aber schon seit dem frühen 19. Jahrhundert evangelischer Konfession. Mütterlicherseits war er ein Nachkomme des Aufklärungsphilosophen Moses Mendelssohn und Urgroßneffe des Komponisten Felix Mendelssohn Bartholdy. Nach dem Tod des Vaters und mehr noch in Folge der Wirtschaftskrise der 1920er Jahre lebte die Familie in bescheidenen Verhältnissen.

### Studium in Göttingen, Marburg und Tübingen
Nach dem Abitur am Göttinger Gymnasium studierte Paul Leo an der Universität Göttingen zunächst Geschichte, später Theologie. Später wechselte er nach Marburg und Tübingen, wo seine akademischen Lehrer Rudolf Otto, Rudolf Bultmann, Karl Heim und Adolf Schlatter waren. In Marburg gründete er mit weiteren jugendbewegten Studenten im November 1918 die reformierte Akademische Vereinigung Marburg neu. Aus gesundheitlichen Gründen musste er sein Studium mehrmals unterbrechen. 1928 wurde er in Marburg zum Dr. theol. promoviert. 

### Arbeit als Geistlicher in der Ökumene
Nach dem Studium arbeitete Paul Leo als Pastor auf Norderney und ab 1930 in Osnabrück; er beteiligte sich intensiv an der Ökumene. Er nahm an mehreren ökumenischen Tagungen teil, über die er auch zahlreiche Berichte veröffentlichte. Im Herbst 1926 gründete er mit elf weiteren Pastoren die Deinenser Konferenz, der sich zweimal im Jahr zu theologischen Gesprächen traf. Aus dem Kreis, dem auch Otto Piper und Richard Karwehl angehörten, ging 1929 die Hannoversche Jungevangelische Konferenz hervor.
Am 14. Mai 1931 starb in Osnabrück Leos erste Frau Anna (geb. am 18. Mai 1898 in Uslar als Anna Siegert) wenige Tage nach der Geburt ihrer gleichnamigen Tochter, Anna Leo.

### Unter den Nationalsozialisten
Nach der „Machtergreifung“ der Nationalsozialisten 1933 beschäftigte sich Leo, der evangelische Pastor jüdischer Herkunft, mit der Frage der Stellung der „Judenchristen“ in Deutschland. Mit Unterstützung des Bischofs August Marahrens entwickelte Leo ein grundlegendes Konzept zu diesem Thema, das er auf Vorträgen in den folgenden Jahren in ganz Deutschland vertrat. Er trat dafür ein, dass Juden und Nichtjuden in der Kirche untrennbar seien und dass Judenhass mit dem christlichen Glauben nicht vereinbar sei. Seine Position rückte ihn in die Nähe der Bekennenden Kirche. In seiner Denkschrift Kirche und Judentum (erschienen im Mai 1933) äußerte er sich folgendermaßen:

„Für die Kirche kann es eine Judenfrage nur geben, indem sie fragt, ob die Juden ungetauft oder getauft sind. Die ungetauften sind Gegenstand ihrer missionarischen Liebe, die getauften vollgültige Mitglieder ihrer Gemeinschaft.“

Am 17. August 1935 wurde ihm vom Osnabrücker Oberbürgermeister Erich Gaertner der Zutritt zum Osnabrücker Stadtkrankenhaus untersagt. Dieses begründete er mit der nichtarischen Abstammung Leos. Tatsächlich war jedoch nicht die Stadt Träger des Krankenhauses, sondern eine Körperschaft unter Heinrich Fründ, sodass dieses Verbot an sich schon einen Rechtsbruch darstellte. Heinrich Fründ, der alles Politische vom Krankenhaus selber fernhalten wollte, wurde 1938 von den Nationalsozialisten aus dieser Position entfernt.
Im März 1938 versetzte die Hannoversche Landeskirche Paul Leo zwangsweise in den Ruhestand. Zum 6. April 1938 verzichtete Leo darauf, seine Pfarrstelle Osnabrück-Haste weiterhin zu betreuen. Anschließend war er im Untergrund als Dozent für Kandidaten der Bekennenden Kirche tätig. In der Pogromnacht (9. November 1938) wurde er verhaftet und ins KZ Buchenwald verschleppt. Nach einigen Wochen Haft, in denen er seelisch und körperlich misshandelt wurde, wurde er gegen Ende Dezember mit der Auflage auf freien Fuß gesetzt, Deutschland innerhalb von zwei Monaten zu verlassen.

### Emigration

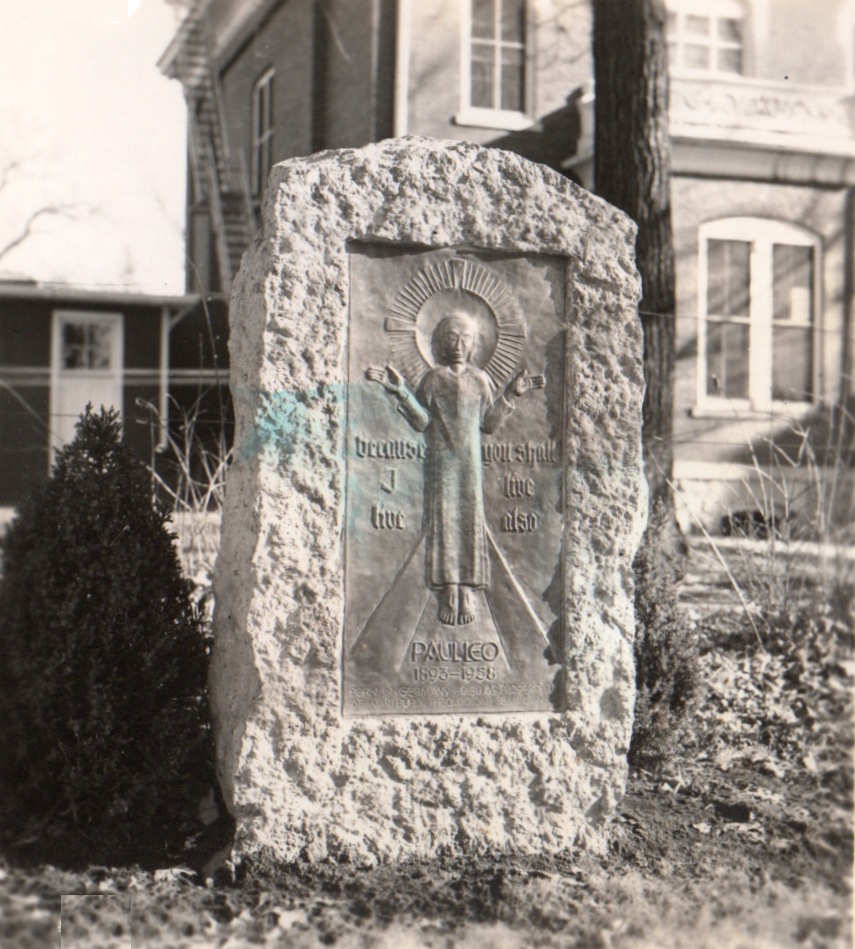
Grabstätte (Metallbildarbeit von Eva Leo)

Nachdem am 9. Januar 1939 in der SS-Zeitschrift Das Schwarze Korps ein Hetzartikel gegen Paul Leo erschienen war, schickte er seine Tochter sofort mit einem Sonderzug für Kinder nach Holland und emigrierte dann selbst in die Niederlande. Dort stieß am 30. August 1939 die Metallbildnerin Eva Dittrich (1901–1998) zu ihm, die er im Sommer 1937 in Hannover kennengelernt hatte, und die mit ihm in die USA emigrieren wollte. Leo selbst erhielt ein Visum für die USA und reiste mit seiner Tochter aus, während Eva Dittrich als ungefährdete deutsche Staatsbürgerin kein Visum erhielt. Sie reiste mit Leos Verwandten (unter anderem mit seinem Bruder, dem Romanisten Ulrich Leo) nach Venezuela.

### Leben in den USA
Paul Leo zog nach seiner Ankunft in New York nach Pittsburgh, wo er den Lehrstuhl für amerikanische Kirchengeschichte am Western Theological Seminary der presbyterianischen Kirche (heute Pittsburgh Theological Seminary) vertrat.
Von seinem Einkommen konnte er sich selbst, seine Tochter und seine Partnerin in Venezuela ernähren. Nach Ablauf des Sommersemesters 1940 reiste er nach Venezuela und ließ sich in einer presbyterianischen Kapelle in Caracas mit Eva Dittrich trauen. Am 5. August 1940 konnte die Familie in die USA einreisen.
Paul Leo unterrichtete noch bis 1943 Griechisch am Western Theological Seminary in Pittsburgh und wechselte dann zur lutherischen Kirche. Er bekam eine Pfarrstelle in Karnes City (Texas); nach etwa einem Jahr wechselte er an eine Landpfarrstelle in Cave Creek und Crabapple nördlich von Fredericksburg. 1950 erhielt er eine Professur für Neues Testament am Wartburg Theological Seminary in Dubuque (Iowa), wo er bis zu seinem Tode am 10. Februar 1958 wirkte.
Außer seiner Tochter aus erster Ehe, Anne Leo Ellis (1931–2023, Kinderbuchautorin), hatte Paul Leo zwei Kinder mit seiner zweiten Frau Eva: Christopher Leo (* 1941, Politikwissenschaftler) und Monica Leo (* 1944, Puppenspielerin).

## Ehrungen
Nach Paul Leo ist in Osnabrück eine Straße benannt worden.